# Mesosemia mathania
Mesosemia mathania är en fjärilsart som beskrevs av William Schaus 1902. Mesosemia mathania ingår i släktet Mesosemia och familjen Riodinidae. Inga underarter finns listade i Catalogue of Life.